# Klucznik (singel)
Klucznik - limitowany singel Lao Che z albumu Gusła wydany w 2003 roku przez wytwórnie S.P. Records. 

## Lista utworów
1. Klucznik (Radio Edit) 3:56
2. Klucznik (blada buda) 8:53
3. Klucznik (ostatni krzyk) 6:66
4. Klucznik (natychmiastowa ucieczka) 13:13
5. Klucznik (sałatka Denego) 3:13